# Tommy Vetterli
Thomas „Tommy“ Vetterli (* 8. Juli 1967 in Zürich) ist ein Schweizer Gitarrist und Musikproduzent. Vetterli spielte unter anderem bei den Metal-Bands Coroner und Kreator sowie für Stephan Eicher.

## Leben und Wirken
Vetterli erlernte im Alter von acht Jahren die Violine. Mit zwölf Jahren wechselte er zur Gitarre, nachdem er im Fernsehen Jimi Hendrix gesehen hatte. Eine Ausbildung zum Kfz-Mechaniker brach er ab, um eine Musikerkarriere einzuschlagen. Im Jahre 1984 gründete er zusammen mit Marky Edelmann und Ron Broder die Band Coroner, zuvor arbeitete er als Roadie bei Celtic Frost. Zwischenzeitlich nahm Vetterli ein Studium an der Jazzschule in Luzern auf, welches er jedoch abbrach.
Mit Coroner veröffentlichte Vetterli fünf Studioalben, bevor sich die Band 1996 auflöste. Nach der Auflösung von Coroner war Vetterli in der Band Clockwork aktiv, die jedoch nur ein Demo veröffentlichten. Ausserdem war er als Live-Gitarrist von Phillip Boa und Stephan Eicher aktiv, bevor er sich der deutschen Thrash-Metal-Band Kreator anschloss. Nach den Alben Outcast und Endorama verließ Vetterli freiwillig die Band, um eine Karriere als Musikproduzent einzuschlagen. Er produzierte bis heute bereits für einige Schweizer Bands, darunter Eluveitie und Battalion.
Im Jahre 2002 übernahm Vetterli das New Sound Studio in Pfäffikon SZ. Er ist mit der Sängerin der Band 69 Chambers Nina Treml verheiratet.

## Diskografie

### Mit Coroner
- 1987: R.I.P.
- 1988: Punishment for Decadence
- 1989: No More Color
- 1991: Mental Vortex
- 1993: Grin

### Mit Stephan Eicher
- 1994: Guarda e passa

### Mit Kreator
- 1997: Outcast
- 1999: Endorama